# Gabrielle de Coignard
Pour les articles homonymes, voir Coignard.
Gabrielle de Coignard (vers 1550 à Toulouse - novembre 1586) est une poétesse française.

## Biographie
Ses parents sont Louise de Baulacet et Jean de Coignard, notaire et conseiller au Parlement de Toulouse. Ce dernier est aussi maître de l'Académie des jeux floraux à Toulouse assurant une bonne éducation. 
Gabrielle de Coignard épouse Pierre de Mansecal, sieur de Miremont, en décembre 1570, il est un avocat renommé et sera ensuite élu président du Parlement de Toulouse en 1572. Ils ont deux filles. 
Veuve en 1573, elle trouva dans l'écriture poétique une consolation, inspirée par sa foi catholique. À la différence de nombreuses femmes de l’époque, elle ne se remarie pas mais fait le vœu d’épouser Dieu. Elle éduqua ses deux filles, Jeanne et Catherine de Mansencal, qui firent éditer son œuvre après sa mort. De son vivant, elle refuse que soit publié son travail.

## Intérêt littéraire
Bien que Gabrielle de Coignard soit essentiellement tombée dans l'oubli après le milieu du XVIIe siècle, l'intérêt pour son travail et son érudition a considérablement augmenté depuis la publication de la version annotée détaillée de Colette Winn de ses Œuvres chrétiennes en 1995. L'analyse féministe, en particulier, est devenue une caractéristique de la plupart des recherches sur Gabrielle de Coignard et ce regain d'intérêt pour sa vie a été attribué, au moins en partie, aux tentatives modernes d'inclure les femmes auteures dans le canon littéraire. Son rôle de pionnière du mouvement de dévotion plus féminisé dans la littérature française moderne est bien documenté par Ferguson et d'autres chercheurs, et le discours sur le genre présent dans ses œuvres a récemment suscité l'intérêt des chercheuses féministes et des poètes historiques,,. Son travail est maintenant reconnu comme  important dans l'histoire des femmes françaises et il est de plus en plus reconnu comme un rare regard semi-autobiographique sur la vie quotidienne d'une épouse, veuve et mère française au début de la renaissance.

## Œuvre
- Gabrielle de Coignard, Cent vingt-neuf Sonnets spirituels et vingt-et-un poèmes de Vers chrétiens, réunis sous le titre Œuvres chrétiennes de feue dame G. de C., veuve à feu M. de Mansencal, sieur de Miremont, Toulouse, Pierre Lagourt et Bernard Carles, 1594, 239 p. (lire en ligne)